# Nu-disco
Le nu-disco (ou parfois new-disco, nouveau disco, funky house ou disco house) est un genre de musique électronique du XXIe siècle ayant progressivement émergé en tant que genre reconnu à part entière entre 2002 et 2008.   Il est inspiré de plusieurs sonorités : celles « happy » et festives du disco des années 1970 et 1980 ; celles plus sombres de la new wave des années 1980, dont il reprend l'instrumentation par synthétiseur, de l'Italo disco du début et du milieu des années 1980 ; et le côté « groove » et enveloppant de la house. 
Le style se développe beaucoup en Europe notamment à Paris, grâce à la multiplication des labels (Kitsuné) et des artistes français comme Yuksek, Sébastien Tellier, Anoraak, Jupiter, Saint Michel, M83. La scène anglaise est aussi très active avec des artistes comme Metronomy, JBAG, Montmartre et Disclosure. Sur la scène allemande se distingue notamment Purple Disco Machine. Du côté des Pays-Bas on notera le duo Televisor avec le label Monstercat qui publieront plus tard leur pack de samples sur internet.

## Terminologie
Le terme apparaît dans la presse écrite en 2002, et est utilisé au milieu de l'année 2008 par les disquaires sur le web tels que les sites Juno et Beatport. En 2002, The Independent décrit le nu-disco comme le résultat « d'une technologie moderne » attribuée au disco et au funk des années 1970. En 2008, Beatport décrit le nu-disco en « tout ce qui touche au disco des années 1970 et début des années 1980, au boogie, au cosmic, à la Balearic beat et au continuum  Italo disco. »

## Histoire

### Origines
Le genre se développe parallèlement en Belgique (Aéroplane, The Magician), aux Pays-Bas (Timecop1983), en Allemagne (Satin Jackets), en Australie (Flight Facilities, Grafton Primary, Pnau, The Presets), aux États-Unis (Gigamesh, Goldroom, Chromatics, Capital Cities, RAC), au Canada (FM Attack, Electric Youth, Chromeo), en Russie (Tesla Boy, D-Pulse).

### Développement
Le nu-disco entre comme courant musical au début des années 2000 et atteint le grand public en 2013 lors de la sortie du titre Treasure de Bruno Mars, puis surtout celle de l'album Random Access Memories de Daft Punk en 2014, avec le succès mondial du titre Get Lucky. Néanmoins, malgré le succès et la large diffusion de certains titres et malgré son côté festif voire kitch, du fait de son influence disco, le genre conserve une image de musique indépendante, non commerciale, pointue et raffinée. De manière générale, il reste quasiment absent des radios grand public. C'est pour cette raison qu'il est généralement classé dans la musique électronique et non dans la dance, dance-pop ou l'EDM, dont il se distingue totalement, tant par le public visé (plus âgé, CSP+, cultivé, urbain à tendance hipster ou hippie chic) que par son mode de diffusion (soirées urbaines, radios indépendantes, sites de streaming).
Le genre se caractérise par la grande utilisation de sons du style synthétiseur des années 1980 mais avec une ligne mélodique beaucoup plus élaborée, très travaillée, tout en restant simple et claire. Les voix sont très souvent utilisées mais pas systématiquement. Elles apportent le côté « happy » parfois kitch que la recherche mélodique permet de compenser, en ôtant tout caractère « commercial » au genre. Les effets sonores de type jeux vidéo des années 1980 (groupe Arcade High par exemple) et l'effet vocodeur sont parfois aussi utilisés mais toujours avec le souci de maintenir une ligne mélodique à la fois pointue, agréable, poignante et enveloppante.
Le nu-disco est aujourd'hui l'un des styles les plus en vogue au sein de la musique électronique car il est fédérateur, festif, moins clivant que la deep house ou la techno minimale, lesquelles sont plus adaptées à des ambiances chill-out (décontractées). Il n'est donc pas nécessairement considéré comme une musique exclusivement de club. Il est festif sans être ni mainstream, ni commercial et il est décalé sans être underground.  Il est associé à une image de musique indépendante de qualité et non à de la musique grand public, ce qui lui donne son côté « hype ». Il est beaucoup diffusé sur les rooftops (toits-terrasses) et dans les bars éphémères estivaux des quais de Seine à Paris par exemple. C'est la raison pour laquelle, il est de plus en plus utilisé dans le cinéma et la publicité pour obtenir un effet « tendance », hype, décalé, urbain, voire « hipster ».
Ce genre se poursuit au début des années 2020 avec le DJ allemand Purple Disco Machine qui sort avec Sophie and the Giants, un groupe britannique, le titre Hypnotized.